# Bouandas
Bouandas là một đô thị thuộc tỉnh Sétif, Algérie. Dân số thời điểm năm 2002 là 15.556 người.